# Herzberg am Harz
Herzberg am Harz (Herzberg al costat del Harz) és una ciutat del sud de Baixa Saxònia, Alemanya, situada en el punt on el riu Sieber entra al massís Harz. Es troba a 32 km al nord-est de Göttingen i 90 km al sud-sud-oest d'Hannover.

## Història
A la part superior del centre de la ciutat ha ha un castell, anomenat per primera vegada en un document de donació d'Enric el Lleó (en alemany Heinrich der Löwe) l'any 1154.
La ciutat va ser part de l'estat de Brunswick-Grubenhagen, i el castell va ser usat durant uns quants anys com a residència dels ducs. Actualment conté un tribunal de primera instància i un museu sobre la història del propi castell i de la industrial forestal de la regió, a més d'una col·lecció de figures d'estany.
Herzberg va ser reconeguda com a ciutat en 1929. Actualment el municipi inclou també les localitats de Lonau, Scharzfeld, Sieber i Pöhlde.

## Economia
En el passat les indústries principals de Herzberg foren la fosa, la maquinària industrial i la fabricació de botes.

## Educació
Herzberg és la seu del Centre Intercultural Herzberg, un centre que promou l'esperanto. El 2006, l'ajuntament va decidir anunciar Herzberg com die Esperanto-Stadt ("la ciutat de l'Esperanto").

## Esperanto a Herzberg am Harz[calcitació]
A Herzberg es troba el Centre Intercultural Herzberg. Com a centre de l'Associació Alemanya d'Esperanto, GEA (sigles en esperanto) funciona com a centre d'entrenament metodològic de tota Alemanya. A més és un centre cultural de l'Associació Universal d'Esperanto. L'esperanto també té un paper molt important en la col·laboració de Herzberg amb la ciutat sòcia polonesa Góra.
Des del 12 de juliol de 2006 Herzberg usa el títol "Die Esperanto-Stadt" "la Esperanto-urbo“ (la Ciutat de l'Esperanto). Per a prendre aquesta decisió van votar unànimement els quatre partits del parlament de la ciutat. Després l'alcalde Gerhard Walter va rebre centenars de cartes de felicitacions de tot el món.
Un èxit especial ha estat l'aplicació de l'esperanto per activar i mantenir relacions d'amistat entre Herzberg i Góra, a Polònia. L'abril del 2005 els alcaldes Gerhard Walter i Tadeusz Wrotkowski van acceptar usar oficialment l'esperanto com una llengua pont auxiliar. L'esperanto és ensenyat a les escoles d'ambdues ciutats. L'agost de 2006 es va realitzar la primera trobada d'estudiants de Herzberg i Góra a un campament juvenil en el bosc de Herzberg-Pöhlde. Trobades similars i encara més internacionals es planifiquen per a cada estiu.
Herzberg és una ciutat model pel que fa a l'esperanto: molts cartells són bilingües (alemany i esperanto) així com la majoria de cartes de menú dels restaurants locals, s'ensenya l'idioma en una escola i a l'institut local hi tenen lloc regularment una varietat de cursos, trobades i festivals durant tot l'any, que atreuen a molts esperantistes d'Alemanya i del món sencer.